# Trikolor
Trikolor ("trefärgad") är en vexillologisk term för en flagga som har tre lika stora vågräta eller lodräta fält i olika färger. En flagga med två fält i olika färger kallas bikolor.
Trikolorflaggor är de vanligaste nationalflaggorna i världen. Ett exempel på trikolor är Frankrikes flagga, som ibland helt enkelt kallas för Trikoloren. Det första kända exemplet på en trikolor är emellertid Nederländernas flagga. En trikolor i strikt mening skall därutöver inte ha något annat emblem, men med en vidare betydelse brukar man i begreppet även inbegripa flaggor som utöver tre färgfält har ytterligare något emblem. Emblem av olika slag förekommer på flera trikolorflaggor. Det är då ofta en vapensköld men ibland en eller flera stjärnor. Det kan också vara någon religiös symbol.

## Lista av trikolorflaggor

### Afrika
- Egypten
- Elfenbenskusten
- Etiopien
- Gabon
- Ghana
- Guinea
- Kamerun
- Kanarieöarna (tillhör Spanien)
- Kejsardömet Etiopien (finns ej mer)
- Malawi
- Mali
- Niger
- Senegal
- Sierra Leone
- Somaliland (ej av FN erkänd stat)
- Tchad

### Asien
- Afghanistan
- Burma
- Indien
- Iran
- Irak
- Jemen
- Irakiska Kurdistan (ej av FN erkänd stat)
- Komi (Har även yta i Europa, tillhör Ryssland)
- Syrien
- Tadzjikistan

### Europa
- Andorra
- Armenien
- Azerbajdzjan
- Basjkirien (tillhör Ryssland)
- Belgien
- Bulgarien
- Dagestan (tillhör Ryssland)
- Estland
- Extremadura (tillhör Spanien)
- Frankrike
- Fristaten Fiume (finns ej mer)
- Irland
- Italien
- Kabardinien-Balkarien (tillhör Ryssland)
- Karatjajen-Tjerkessien (tillhör Ryssland)
- Karelska republiken (tillhör Ryssland)
- Kejsardömet Tyskland (finns ej mer)
- Komi (Har även yta i Asien, tillhör Ryssland)
- Kungariket Italien (finns ej mer)
- Jugoslavien (finns ej mer)
- Kroatien
- Ligurien (tillhör Italien)
- Litauen
- Luxemburg
- Moldavien
- Nederländerna
- Niedersachsen (tillhör Tyskland)
- Nordrhein-Westfalen (tillhör Tyskland)
- Kroatien (finns ej mer)
- Odessa (tillhör Ukraina)
- Republiken Jamtland (ej officiell eller stat)
- Rheinland-Pfalz (tillhör Tyskland)
- Nordossetien-Alanien (tillhör Ryssland)
- Rumänien
- Ryssland
- Saargebiet (finns ej mer)
- Saarland (tillhör Tyskland)
- Samaras (tillhör Ryssland)
- Schleswig-Holstein (tillhör Tyskland)
- Serbien
- Serbien och Montenegro (finns ej mer)
- Slovakien
- Slovenernas, kroaternas och serbernas stat (finns ej mer)
- Slovenien
- Jugoslavien (finns ej mer)
- Tyskland
- Ungern
- Västtyskland (finns ej mer)
- Östtyskland (finns ej mer)

### Nordamerika
- Albany, New York (tillhör USA)
- Bayonne, New Jersey (tillhör USA)
- Mexiko
- Miami (tillhör USA)
- Missouri (tillhör USA)
- New York (tillhör USA)

### Sydamerika
- Bolivia
- Chaco (tillhör Argentina)
- Córdoba (tillhör Argentina)
- Espírito Santos (tillhör Brasilien)
- Misiones (tillhör Argentina)
- Paraguay
- Santa Fe (tillhör Argentina)
- Venezuela